# Moncontour (Vienne)
Moncontour – miejscowość i gmina we Francji, w regionie Nowa Akwitania, w departamencie Vienne.
Według danych na rok 1990 gminę zamieszkiwało 929 osób, a gęstość zaludnienia wynosiła 23 osób/km² (wśród 1467 gmin regionu Poitou-Charentes, Moncontour plasuje się na 337. miejscu pod względem liczby ludności, natomiast pod względem powierzchni na miejscu 75.).